# Hongarije op de Olympische Zomerspelen 1908
Hongarije nam deel aan de Olympische Zomerspelen 1908 in Londen, Engeland. Hoewel destijds Oostenrijk en Hongarije samen de unie Oostenrijk-Hongarije vormden, maakt het Internationaal Olympisch Comité een onderscheid tussen deze landen.

## Medailleoverzicht
| Sport     | Olympiër                                                      | Discipline               | Medaille |
| --------- | ------------------------------------------------------------- | ------------------------ | -------- |
| Schermen  | Jenő Fuchs                                                    | sabel (m)                | Goud     |
| Schermen  | Dezső Földes Jenő Fuchs Oszkár Gerde Péter Tóth Lajos Werkner | sabel team (m)           | Goud     |
| Worstelen | Richárd Weisz                                                 | +93kg Grieks-Romeins (m) | Goud     |
| Atletiek  | István Somodi                                                 | hoogspringen (m)         | Zilver   |
| Schermen  | Béla Zulawszky                                                | sabel (m)                | Zilver   |
| Zwemmen   | Zoltán Halmay                                                 | 100m vrije slag (m)      | Zilver   |
| Zwemmen   | Zoltán Halmay Béla Las-Torres József Munk Imre Zachár         | 4x200m vrije slag (m)    | Zilver   |
| Atletiek  | Ödön Bodor József Nagy Pál Simon Frigyes Mezei                | olympische estafette (m) | Brons    |
| Roeien    | Károly Levitzky                                               | skiff (m)                | Brons    |

## Deelnemers en resultaten

### Atletiek
| Olympiër                                         | Discipline                  | Resultaat    | Prestatie                                                  |
| ------------------------------------------------ | --------------------------- | ------------ | ---------------------------------------------------------- |
| Vilmos Rácz                                      | 100m (m)                    | series       | serie 15: 2de in 11,4                                      |
| Pál Simon                                        | 100m (m)                    | series       | serie 11: 2de in 11,5                                      |
| Frigyes Wiesner                                  | 100m (m)                    | series       | serie 14: 4de                                              |
| Vilmos Rácz                                      | 200m (m)                    | series       | serie 4: 2de in 23,3                                       |
| Károly Radóczy                                   | 200m (m)                    | halve finale | serie 7: 1ste halve finale 1: 3de in 22,8                  |
| Pál Simon                                        | 200m (m)                    | series       | serie 10: 4de                                              |
| Frigyes Wiesner                                  | 200m (m)                    | series       | serie 6: 2de in 24,0                                       |
| Vilmos Rácz                                      | 400m (m)                    | series       | serie 7: 2de in 51,1                                       |
| Ödön Bodor                                       | 800m (m)                    | 4e           | serie 1: 1ste in 1.58,6 finale: 4de in 1.55,4              |
| József Nagy                                      | 800m (m)                    | series       | serie 3: 4de                                               |
| Ödön Bodor                                       | 1500m (m)                   | series       | serie 1: 8ste                                              |
| József Nagy                                      | 1500m (m)                   | series       | serie 5: 2de in 4.19,6                                     |
| Antal Lovas                                      | 5 mijl (m)                  | DNF          | serie 6: niet gefinisht                                    |
| Antal Lovas                                      | 110m horden (m)             | series       | serie 10: 2de in 17,2                                      |
| Antal Lovas                                      | 400m horden (m)             | DNF          | serie 9: 1ste halve finale 2: niet gefinisht               |
| Antal Lovas                                      | 3200m steeplechase (m)      | DNF          | serie 2: niet gefinisht                                    |
| Pál Simon Frigyes Wiesner József Nagy Ödön Bodor | 4x1600m (m)                 | Brons        | serie 1: 1ste in 3.32,6 finale: 3de in 3.32,5              |
| István Drubina                                   | 3500m snelwandelen (m)      | 19e          | serie 2: 5de in 18.44,6                                    |
| Ödön Holits                                      | verspringen (m)             | 14e          | kwalificatie groep A: 3de met 6,54m                        |
| Géza Kövesdi                                     | verspringen (m)             | 21-32e       |                                                            |
| József Haluzsinsky                               | hoogspringen (m)            | 13e          | kwalificatie groep A: 4de met 1,72m                        |
| István Somodi                                    | hoogspringen (m)            | Zilver       | kwalificatie groep C: 2de met 1,85m finale: 2de met 1,88m  |
| Kálmán Szathmáry                                 | polsstokhoogspringen (m)    | 8e           | kwalificatie groep C: 2de met 3,35m finale: 8ste met 3,35m |
| Mór Kóczán                                       | kogelstoten (m)             | 9-25e        |                                                            |
| István Somodi                                    | kogelstoten (m)             | 9-25e        |                                                            |
| Ferenc Jesina                                    | discuswerpen (m)            | 12-42e       |                                                            |
| Mór Kóczán                                       | discuswerpen (m)            | 12-42e       |                                                            |
| György Luntzer                                   | discuswerpen (m)            | 7e           | kwalificatie groep B: 2de met 37,34m                       |
| Imre Mudin                                       | discuswerpen (m)            | 12-42e       |                                                            |
| Ferenc Jesina                                    | kogelslingeren (m)          | 10-19e       |                                                            |
| Mór Kóczán                                       | grieks discuswerpen (m)     | 11-23e       |                                                            |
| György Luntzer                                   | grieks discuswerpen (m)     | 11-23e       |                                                            |
| Imre Mudin                                       | grieks discuswerpen (m)     | 11-23e       |                                                            |
| István Mudin                                     | grieks discuswerpen (m)     | 7e           | kwalificatie groep C: 1ste met 33,11m                      |
| Ferenc Jesina                                    | speerwerpen vrije stijl (m) | 10-33e       | 36,82m                                                     |
| Mór Kóczán                                       | speerwerpen vrije stijl (m) | 10-33e       |                                                            |
| György Luntzer                                   | speerwerpen vrije stijl (m) | 10-33e       |                                                            |
| Imre Mudin                                       | speerwerpen vrije stijl (m) | 7e           | kwalificatie groep C: 1ste met 45,96m                      |
| István Mudin                                     | speerwerpen vrije stijl (m) | 10-33e       |                                                            |

### Roeien
| Olympiër | Discipline | Resultaat | Prestatie                                                        |
| --- | ---------- | --------- | ---------------------------------------------------------------- |
| Ernö Killer | skiff (m)  | DNF       | serie 1: niet gefinisht                                          |
| Károly Levitzky | skiff (m)  | Brons     | serie 1: vrij kwartfinale 2: 1ste in 10.08,0 halve finale 1: 2de |
| Klekner Sándor Haraszthy Lajos Szebeny Antal Éder Róbert Hautzinger Sándor Várady Jenö Wampetich Imre Kirchknopf Ferenc Vasko Kálmán | acht (m)   | 5e        | serie 1: 2de in 8.15,7                                           |

### Schermen
| Olympiër                                                      | Discipline     | Resultaat | Prestatie |
| ------------------------------------------------------------- | -------------- | --------- | --- |
| Zulavszky Béla                                                | degen (m)      | 54e       | 1ste ronde groep J: 4de met 2 overwinningen |
| Dezső Földes                                                  | degen (m)      | 68e       | 1ste ronde groep G: 6de met 1 overwinning |
| Tóth Péter                                                    | degen (m)      | 68e       | 1ste ronde groep M: 4de met 1 overwinning |
| Jenő Apáthy                                                   | sabel (m)      | 17e       | 1ste ronde groep J: 2de met 5 overwinningen kwartfinale groep 8: 3de met 2 overwinningen                                                                                   |
| Oszkár Gerde                                                  | sabel (m)      | 9e        | 1ste ronde groep I: 1ste met 4 overwinningen kwartfinale groep 5: 1ste met 4 overwinningen halve finale groep 2: 5de met 4 overwinningen                                   |
| Dezső Földes                                                  | sabel (m)      | 10e       | 1ste ronde groep G: 1ste met 5 overwinningen kwartfinale groep 2: 2de met 3 overwinningen halve finale groep 1: 5de met 3 overwinningen                                    |
| Jenő Fuchs                                                    | sabel (m)      | Goud      | 1ste ronde groep K: 1ste met 5 overwinningen kwartfinale groep 1: 1ste met 3 overwinningen halve finale groep 1: 1ste met 6 overwinningen finale: 1ste met 6 overwinningen |
| Jenő Szántay                                                  | sabel (m)      | 4e        | 1ste ronde groep F: 1ste met 3 overwinningen kwartfinale groep 6: 2de met 3 overwinningen halve finale groep 1: 3de met 4 overwinningen finale: 4de met 3 overwinningen    |
| Péter Tóth                                                    | sabel (m)      | 5e        | 1ste ronde groep B: 2de met 2 overwinningen kwartfinale groep 6: 1ste met 4 overwinningen halve finale groep 2: 1ste met 5 overwinningen finale: 5de met 3 overwinningen   |
| Lajos Werkner                                                 | sabel (m)      | 6e        | 1ste ronde groep M: 1ste met 5 overwinningen kwartfinale groep 2: 1ste met 4 overwinningen halve finale groep 1: 2de met 5 overwinningen finale: 6de met 2 overwinningen   |
| Béla Zulawszky                                                | sabel (m)      | Zilver    | 1ste ronde groep H: 3de met 3 overwinningen kwartfinale groep 4: 2de met 2 overwinningen halve finale groep 2: 1ste met 5 overwinningen finale: 2de met 6 overwinningen    |
| Dezső Földes Jenő Fuchs Oszkár Gerde Péter Tóth Lajos Werkner | sabel team (m) | Goud      | 1ste ronde: W van Duitsland: 9-0 halve finale: W van Italië: 11-5 finale: W van BOH: 9-7                                                                                   |

### Schietsport
| Olympiër       | Discipline           | Resultaat | Prestatie  |
| -------------- | -------------------- | --------- | ---------- |
| István Móricz  | 300m vrij geweer (m) | 49e       | 490 punten |
| Sándor Prokopp | 300m vrij geweer (m) | 43e       | 627 punten |

### Tennis
| Olympiër                | Discipline     | Resultaat | Prestatie                                                                                  |
| ----------------------- | -------------- | --------- | ------------------------------------------------------------------------------------------ |
| Dezső Lauber            | enkelspel (m)  | 16e       | 1ste ronde: vrij 2de ronde: V van GBR Dixon: 1-6, 0-6, 0-6                                 |
| Ede Tóth                | enkelspel (m)  | 16e       | 1ste ronde: W van BOH Mičovský: 6-3, 2-1, opgave 2de ronde: V van GBR Parke: 1-6, 3-6, 2-6 |
| Jenő Zsigmondy          | enkelspel (m)  | 16e       | 1ste ronde: vrij 2de ronde: V van BOH Hykš: 5-7, 4-6, 6-3, 0-6                             |
| Ede Tóth Jenő Zsigmondy | dubbelspel (m) | 7e        | 1ste ronde: vrij 2de ronde: V van GBR Ritchie/James Cecil Parke: 1-6, 0-6, 3-6             |

### Turnen
| Olympiër       | Discipline               | Resultaat | Prestatie      |
| -------------- | ------------------------ | --------- | -------------- |
| Mihály Antos   | individuele meerkamp (m) | 45e       |                |
| Imre Gellért   | individuele meerkamp (m) | 39e       |                |
| Frigyes Gráf   | individuele meerkamp (m) | DNF       | niet gefinisht |
| János Nyisztor | individuele meerkamp (m) | 15e       | 236 punten     |
| Kálmán Szabó   | individuele meerkamp (m) | 34e       |                |
| Ferenc Szűts   | individuele meerkamp (m) | onbekend  |                |

### Worstelen
| Olympiër       | Discipline     | Resultaat      | Prestatie |
| Grieks-Romeins | Grieks-Romeins | Grieks-Romeins | Grieks-Romeins |
| -------------- | -------------- | -------------- | --- |
| József Maróthy | -66,6kg (m)    | 5e             | 1ste ronde: W van GBR Rose 2de ronde: W van GBR Wood kwartfinale: niet gestart                                                                    |
| Ödön Radvány   | -66,6kg (m)    | 5e             | 1ste ronde: W van GBR Ruff 2de ronde: W van GBR Hawkins kwartfinale: V van RUS Orlov                                                              |
| József Téger   | -66,6kg (m)    | 9e             | 1ste ronde: W van NED van Moppes 2de ronde: V van ITA Porro                                                                                       |
| Miklós Orosz   | -73kg (m)      | 9e             | 1ste ronde: vrij 2de ronde: V van DEN Josepsson                                                                                                   |
| György Luntzer | -93kg (m)      | 17e            | 1ste ronde: V van NED Wijbrands |
| Hugó Payr      | -93kg (m)      | 4e             | 1ste ronde: vrij 2de ronde: W van RUS Zamotin kwartfinale: W van NED van Westrop halve finale: V van FIN Weckman bronzen finale: V van DEN Jensen |
| Hugó Payr      | +93kg (m)      | 4e             | 1ste ronde: W van GBR Barrett halve finale: V van RUS Petrov bronzen finale: V van DEN Jensen                                                     |
| Richárd Weisz  | +93kg (m)      | Goud           | 1ste ronde: W van DEN Jensen halve finale: W van DEN Jensen finale: W van RUS Petrov                                                              |

### Zwemmen
| Olympiër                                              | Discipline            | Resultaat    | Prestatie                                                                    |
| ----------------------------------------------------- | --------------------- | ------------ | ---------------------------------------------------------------------------- |
| Henrik Hajós                                          | 100m vrije slag (m)   | series       | serie 3: 3-5de                                                               |
| Zoltán Halmay                                         | 100m vrije slag (m)   | Zilver       | serie 1: 1ste in 1.08,2 halve finale 1: 1ste in 1.09,4 finale: 2de in 1.06,2 |
| József Munk                                           | 100m vrije slag (m)   | series       | serie 2: 3-5de                                                               |
| József Ónody                                          | 100m vrije slag (m)   | series       | serie 5: 2de in 1.13,2                                                       |
| Henrik Hajós                                          | 400m vrije slag (m)   | series       | serie 9: 1ste in 6.19,8 halve finale 1: 5de                                  |
| Béla Las-Torres                                       | 400m vrije slag (m)   | halve finale | serie 1: 2de in 5.52,5 halve finale 1: 4de                                   |
| József Ónody                                          | 400m vrije slag (m)   | series       | serie 7: 3de                                                                 |
| Imre Zachár                                           | 400m vrije slag (m)   | DNF          | serie 8: 1ste in 6.09,8 halve finale 2: niet gefinisht                       |
| Henrik Hajós                                          | 100m rugslag (m)      | DSQ          | serie 7: gediskwalificeerd                                                   |
| András Baronyi                                        | 200m schoolslag (m)   | series       | serie 1: 2de in 3.18,0                                                       |
| József Fabinyi                                        | 200m schoolslag (m)   | halve finale | serie 6: 1ste in 3.23,4 halve finale 1: 4de                                  |
| Ödön Toldi                                            | 200m schoolslag (m)   | 4e           | serie 4: 1ste in 3.14,4 halve finale 1: 2de in 3.16,4 finale: 4de in 3.15,2  |
| József Munk Imre Zachár Béla las Torres Zoltán Halmay | 4x200m vrije slag (m) | Zilver       | serie 3: 1ste finale: 2de in 10.59,0                                         |

Argentinië · Australazië · België · Bohemen · Canada · Denemarken · Duitsland · Finland · Frankrijk · Griekenland · Groot-Brittannië · Hongarije · Italië · Nederland · Noorwegen · Oostenrijk · Rusland · Turkije · Verenigde Staten · Zuid-Afrika · Zweden · Zwitserland